# روكي (سلسلة أفلام)
روكي (بالإنجليزية: Rocky) هي سلسلة أفلام من بطولة سيلفستر ستالون الذي يمثل دور الملاكم روكي بالبوا، تم إنتاج 7 أفلام حتى الآن عن روكي بالبوا، وهي روكي في سنة 1976، وفيلم روكي 2 في سنة 1979، وروكي 3 في سنة 1982، وروكي 4 في 1985، وروكي 5 في 1990، وروكي بالبوا في 2006، وكريد في 2015، وكريد 2 سنة 2018. وقد فاقت أرباح سلسلة الأفلام هذه مليار دولار أمريكي، الأفلام تم تأليفها من سلفستر ستالون ورايان كوغلر وهارون كوفنغتون وتم إخراجها من قبل جون أفليدسن، وأيضاً من قبل سلفستر ستالون و رايان كوغلر.
في يوليو 2019، قال ستالون إن هناك تكملة أخرى لسلسلة روكي قيد التطوير، وكانت هناك مناقشات مستمرة حول مسلسل تلفزيوني مسبق مبني على السنوات الأولى لروكي بالبوا.
حققت سلسلة الأفلام أكثر من 1.7 مليار دولار في شباك التذاكر في جميع أنحاء العالم. حصل الفيلم الأصلي والثالث والسابع على ترشيحات لجائزة الأوسكار. حصل الفيلم الأول على أفضل فيلم وأفضل مخرج وأفضل مونتاج. تلقى ستالون ترشيحات لجوائز الأوسكار عن تصويره لروكي في الفيلم الأول والسابع. كما تلقت الموسيقى التصويرية للسلسلة ترشيحات للفيلمين الأول والثالث.

## الأفلام
| الفيلم      | تاريخ الإصدار في الولايات المتحدة | الإخراج            | السيناريو                   | القصة                    | الإنتاج |
| ----------- | --------------------------------- | ------------------ | --------------------------- | ------------------------ | --- |
| روكي        | 3 ديسمبر 1976                     | جون أفليدسن        | سلفستر ستالون               | سلفستر ستالون            | روبرت شارتوف وإروين وينكلر                                                                                       |
| روكي 2      | 15 يونيو 1979                     | سلفستر ستالون      | سلفستر ستالون               | سلفستر ستالون            | روبرت شارتوف وإروين وينكلر                                                                                       |
| روكي 3      | 28 مايو 1982                      | سلفستر ستالون      | سلفستر ستالون               | سلفستر ستالون            | روبرت شارتوف وإروين وينكلر                                                                                       |
| روكي 4      | 27 نوفمبر 1985                    | سلفستر ستالون      | سلفستر ستالون               | سلفستر ستالون            | روبرت شارتوف وإروين وينكلر                                                                                       |
| روكي 5      | 16 نوفمبر 1990                    | جون أفليدسن        | سلفستر ستالون               | سلفستر ستالون            | روبرت شارتوف وإروين وينكلر                                                                                       |
| روكي بالبوا | 20 ديسمبر 2006                    | سلفستر ستالون      | سلفستر ستالون               | سلفستر ستالون            | تشارلز وينكلر وديفيد وينكلر وويليام شارتوف وكيفين كينج تمبلتون                                                   |
| كريد        | 25 نوفمبر 2015                    | رايان كوغلر        | رايان كوغلر وهارون كوفنغتون | رايان كوغلر              | سيلفستر ستالون، وروبرت تشارتوف، وإيروين وينكلر، وتشارلز وينكلر، وديفيد وينكلر، ويليام شارتوف، وكيفن كينج تمبلتون |
| كريد 2      | 21 نوفمبر 2018                    | ستيفن كابلي جونيور | سيلفستر ستالون وجويل تايلور | ساشا بن وشيو هوداري كوكر | سيلفستر ستالون، وإيروين وينكلر، وتشارلز وينكلر، وديفيد وينكلر، وويليام شارتوف، وكيفن كينج تمبلتون وإيان شاربلس   |
| كريد 3      | مُقرّر إصداره                       | مايكل بي جوردن     | زاك بالين                   | زاك بالين                | إروين وينكلر |

## الاستقبال النقدي
| الفيلم      | روتن توميتوز                             | ميتاكريتيك     | سينماسكور |
| ----------- | ---------------------------------------- | -------------- | --------- |
| روكي        | 94% (8.49/10 متوسط التقييم) (63 مراجعة)  | 70 (14 مراجعة) | —         |
| روكي 2      | 71% (6.48/10 متوسط التقييم) (31 مراجعة)  | 61 (9 مراجعة)  | —         |
| روكي 3      | 64% (5.5/10 متوسط التقييم) (36 مراجعة)   | 57 (10 مراجعة) | —         |
| روكي 4      | 40% (4.97/10 متوسط التقييم) (48 مراجعة)  | 40 (13 مراجعة) | —         |
| روكي 5      | 29% (4.1/10 متوسط التقييم) (35 مراجعة)   | 55 (16 مراجعة) | A         |
| روكي بالبوا | 77% (6.52/10 متوسط التقييم) (182 مراجعة) | 63 (36 مراجعة) | B+        |
| كريد        | 95% (7.97/10 متوسط التقييم) (302 مراجعة) | 82 (42 مراجعة) | A         |
| كريد 2      | 83% (6.88/10 متوسط التقييم) (292 مراجعة) | 66 (45 مراجعة) | A         |

## الجوائز
في حفل توزيع جوائز الأوسكار التاسع والأربعون، تم ترشيح روكي لعشر جوائز أوسكار. تم ترشيح سيلفستر ستالون لجائزة الأوسكار لأفضل ممثل وأفضل سيناريو أصلي، مع ترشيح تاليا شاير لأفضل ممثلة، وتم ترشيح كل من بورغيس ميريديث وبيرت يونغ لأفضل ممثل مساعد. تم ترشيح (Gonna Fly Now) لأفضل أغنية أصلية، وتم ترشيح روكي نفسه لأفضل مونتاج صوتي، وفاز بجائزة أفضل فيلم وأفضل مخرج لجون جي أفيلدسون، وأفضل مونتاج.
في حفل توزيع جوائز الأوسكار الخامس والخمسون، تم ترشيح أغنية (آي أوف ذا تايغر) لفليم روكي الثالث لأفضل أغنية أصلية.
في 7 ديسمبر 2010، تم إدراج ستالون في متحف وقاعة مشاهير الملاكمة الدولية.
في 10 يناير 2016، فاز ستالون بجائزة غولدن غلوب لأفضل ممثل مساعد - فيلم عن دوره في فيلم كريد.
في حفل توزيع جوائز الأوسكار الثامن والثمانون، تم ترشيح ستالون لجائزة الأوسكار لأفضل ممثل مساعد عن أدائه في كريد، وهو الترشيح الوحيد للفيلم.
في المجموع، تلقت سلسلة روكي اثني عشر ترشيحًا لجوائز الأوسكار، وفازت بثلاثة.

## روابط خارجية
- روكي على موقع روتن توميتوز (الإنجليزية)